# Martin Petersen (livstidsdømt)
 Der er flere personer med dette navn, se Martin Pedersen.
Martin Petersen (født 1974) idømtes 9. maj 2008 af Retten i Sønderborg livsvarigt fængsel og psykiatrisk behandling for 3-dobbelt drab begået lørdag den 6. januar 2007 om formiddagen på Hvedemarken 33 i Sønderborg mod sin 24-årige ekspartner Yvonne Bøttcher Hoffmann og deres fælles børn Søs på fire og sønnen Julian på seks år. Fra starten antog politiet at den 32-årige ufaglærte fabriksarbejders motiv til familiedrabene var jalousi, fordi Yvonne afslog at genoptage deres forhold.
Dommen stadfæstedes 6. august 2008 af Vestre Landsret.

## Eksterne links
| - Drabssager 2007 Arkiveret 21. juni 2014 hos Wayback Machine - drabssageridanmark.beboer2650.dk - Far anholdt: Mor og to børn dræbt - TV 2 Nyhederne 6. januar 2007 - Mor og to børn dræbt i Sønderborg - BT 6. januar 2007 - Far fængslet for drab på to børn og mor - Ekstra Bladet 7. januar 2007 - Far tilstår drabene i Sønderborg - TV 2 Nyhederne 7. januar 2007 - Jalousi-drama mindes med fakkeloptog - TV 2 Nyhederne 9. januar 2007 - Ofre for jalousi-drab i Sønderborg bisat Arkiveret 6. marts 2016 hos Wayback Machine - TV Syd 12. januar 2007 | - Tredobbelt morder: Jeg ville bare snakke - BT 8. maj 2008 - Dræbte eks og deres to børn - Ekstra Bladet 9. maj 2008 - Livstid for at slå familien ihjel - Jyllands-Posten 9. maj 2008 - Livstid for at dræbe sin familie - Politiken 9. maj 2008 - Familien: Desværre har vi ikke dødsstraf Arkiveret 4. marts 2016 hos Wayback Machine - JydskeVestkysten 10. maj 2008 - Livstidsdom for familiedrab - Jyllands-Posten 6. august 2008 - Far fik livstid for drab på familien - Politiken 6. august 2008 |